# كلارا بونيهادي
كلارا بونيهادي (بالمجرية: Bonyhádi Klára)‏ (من مواليد 27 نوفمبر 1955) هي لاعبة كرة يد مجرية سابقة وحاصلة على الميدالية الفضية في بطولة العالم.
في عام 1980 كانت عضوا في الفريق المجري الذي احتل المركز الرابع في الأولمبياد. لعبت ثلاث مباريات في البطولة.

## روابط خارجية
- كلارا بونيهادي على موقع أوليمبيديا (الإنجليزية)